# Gåsefjärden

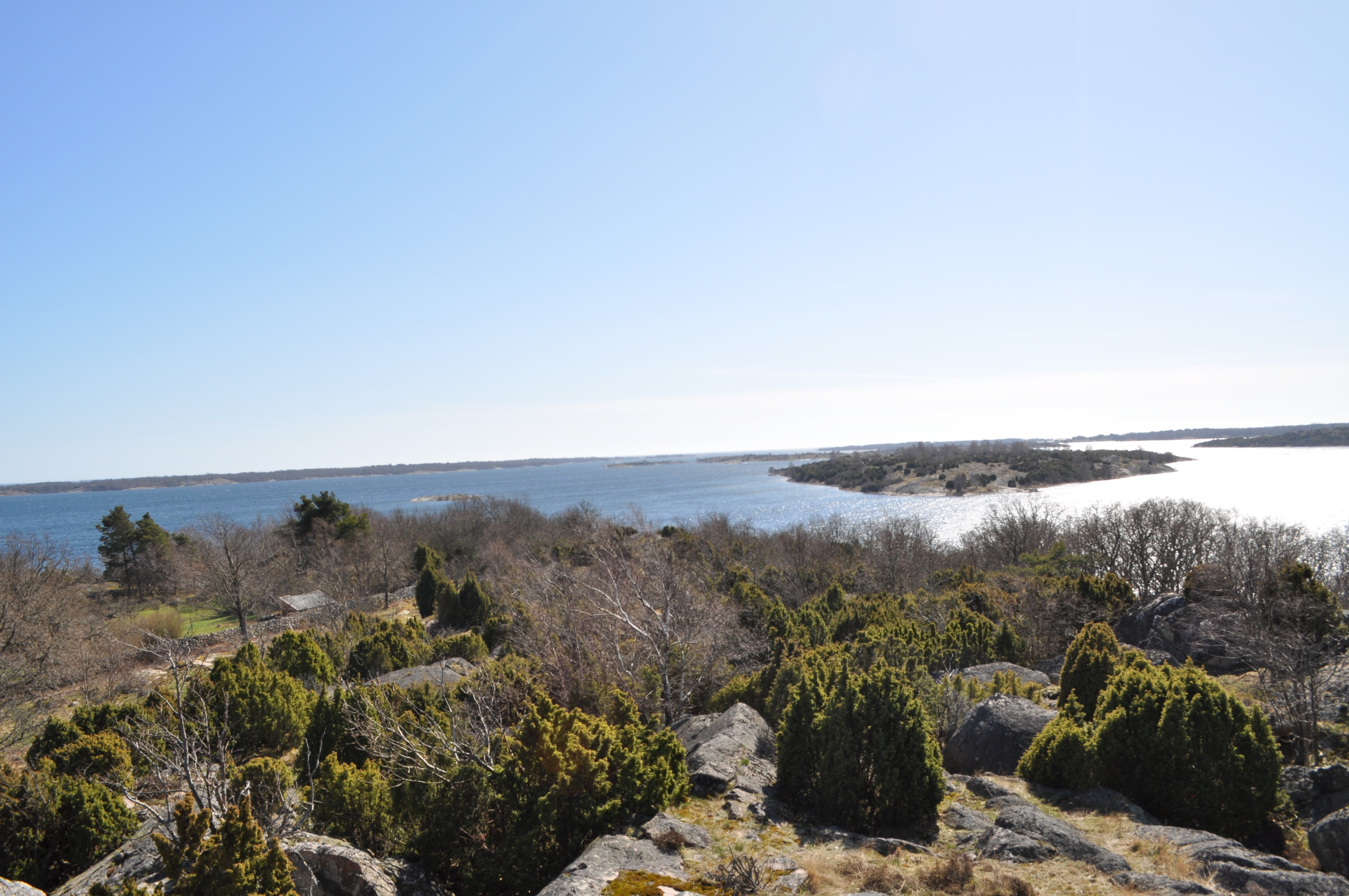
Gåsefjärden från norr. Torp på Senoren

Gåsefjärden är en fjärd i Karlskronas östra skärgård. Fjärden ligger öster om Sturkö mellan Senoren och Ytterön-Hästholmen i Blekinge. Natten mellan den 27 och 28 oktober 1981 grundstötte den sovjetiska ubåten U 137 inom militärt skyddsområde i fjärdens södra inlopp som har ett djup av 8 till 15 meter. Fjärdens djup är endast 4 till 5 meter.